# Yasin Sülün
Yasin Sülün (* 17. Dezember 1977 in Istanbul) ist ein türkischer Fußballspieler.

## Karriere
Yasin Sülün begann seine Karriere im Jahr 1998 im Trikot von Beşiktaş Istanbul. Für die Schwarz-Weißen spielte er sechs Jahre. In dieser Zeit wurde er einmal mit der Mannschaft türkischer Meister. Im Sommer 2004 wurde er an Diyarbakırspor verliehen. Danach kamen zwei kurze Aufenthalte bei Bursaspor und Altay İzmir.
Zur Saison 2006/07 wechselte er zurück nach Istanbul zu Kasımpaşa Istanbul. Mit Kasımpaşa gelang ihm in seiner ersten Saison der Aufstieg in die Turkcell Süper Lig. In der Saison 2007/08 stieg er jedoch mit der Mannschaft wieder in die Bank Asya 1. Lig ab. Kasımpaşa verlieh Yasin an den Ligakonkurrenten Kocaelispor. Zur Saison 2008/09 verpflichtete ihn Adana Demirspor. 2009 spielte er für Sarıyer GK. Seine Karriere beendete Yasin Sülün am 30. Juni 2010.

## Weblink
- Yasin Sülün in der Datenbank von transfermarkt.de

| Personendaten    | Personendaten             |
| ---------------- | ------------------------- |
| NAME             | Sülün, Yasin              |
| KURZBESCHREIBUNG | türkischer Fußballspieler |
| GEBURTSDATUM     | 17. Dezember 1977         |
| GEBURTSORT       | Istanbul, Türkei          |